# Centro de Futebol Amazônia
Centro de Futebol Amazônia, meestal afgekort tot CFA was een Braziliaanse voetbalclub uit Porto Velho in de staat Rondônia. 

## Geschiedenis
De club werd opgericht in 2001. Een jaar later speelde de club voor het eerst in de hoogste klasse van het Campeonato Rondoniense en bereikte daar de finale om de titel tegen União Cacoalense. Na een gelijkspel in de heenwedstrijd won CFA de terugwedstrijd en werd zo kampioen. In 2003 nam de club deel aan de Copa do Brasil en versloeg in de eerste ronde Rio Branco FC en werd daarna verslagen door Bahia. Ze speelden dat jaar ook in de Série C en werden daar in de eerste ronde uitgeschakeld. In 2003 speelde de club ook opnieuw de finale van het staatskampioenschap tegen União Cacoalense, maar verloor deze keer. Hierna trok de club zich terug uit de competitie en werd ontbonden omdat er niet genoeg sponsoring gevonden werd.

## Erelijst
Campeonato Rondoniense
2002
Torneio Integração da Amazônia
2003